# Timgrovea kwangsiensis
Timgrovea kwangsiensis är en svampart som först beskrevs av B. Liu, och fick sitt nu gällande namn av Bougher & Castellano 1993. Timgrovea kwangsiensis ingår i släktet Timgrovea, klassen Agaricomycetes, divisionen basidiesvampar och riket svampar.   Inga underarter finns listade i Catalogue of Life.